# Kingston (Pennsylvanie)
Pour les articles homonymes, voir Kingston.
Kingston est un borough du comté de Luzerne dans le commonwealth de Pennsylvanie, aux États-Unis. La ville se trouve le long du fleuve Susquehanna et se trouve en face de la ville de Wilkes-Barre.
La ville a été fondée en 1769. Lors du recensement de 2000, Kingston avait une population de 13 855 habitants.

## Personnalité liée à la ville
- Dan Harris (1979-), un scénariste, réalisateur, acteur, producteur et monteur américain : naissance,